# Длуґе-Нові
Длуґе-Нові (пол. Długie Nowe) — село в Польщі, у гміні Свенцехова Лещинського повіту Великопольського воєводства.
Населення — 258 осіб (2011).
У 1975-1998 роках село належало до Лешненського воєводства.

## Демографія
Демографічна структура станом на 31 березня 2011 року:
|          | Загалом | Допрацездатний вік | Працездатний вік | Постпрацездатний вік |
| -------- | ------- | ------------------ | ---------------- | -------------------- |
| Чоловіки | 130     | 31                 | 88               | 11                   |
| Жінки    | 128     | 32                 | 80               | 16                   |
| Разом    | 258     | 63                 | 168              | 27                   |